# Thành Takamatsu
Thành Takamatsu (高松城 (Cao Tùng thành) Takamatsu-jō) là một tòa thành ở Takamatsu, tỉnh Kagawa, trên đảo Shikoku, Nhật Bản. Tòa thành này còn được gọi là Thành Tamamo (玉藻城 (Ngọc Tảo thành) Tamamo-jō).

## Lịch sử
Thành Takamatsu được xây dựng năm 1590 bởi Ikoma Chikamasa, vị lãnh chúa phong kiến đầu tiên của Takamatsu han. Gia tộc Ikoma đã cai trị từ tòa thành trong 54 năm trước khi đất phong của họ được trao cho gia tộc Matsudaira. Tòa thành này được biết đến như là một trong ba Mizujiro, hay "Các tòa thành trên biển" ở Nhật Bản, cùng với Thành Imabari ở tỉnh Ehime và Thành Nakatsu ở quận Oita.

## Hình ảnh

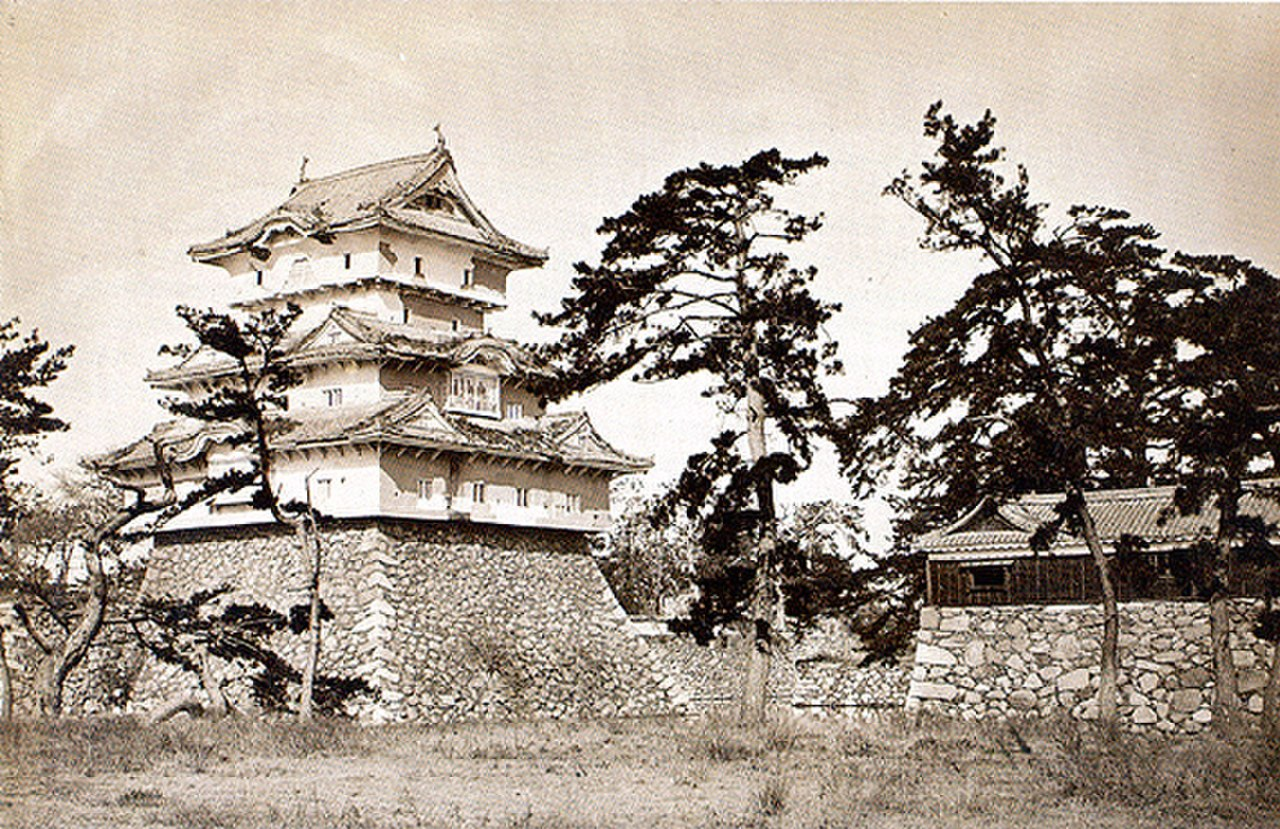
Tenshu
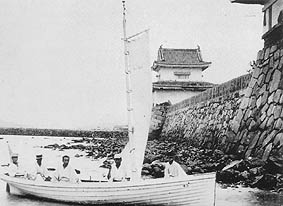
Lâu đài Takamatsu